# 倫青
倫青是奧地利的城鎮，位於該國北部，由上奧地利負責管轄，面積8.89平方公里，海拔高度485米，主要經濟活動是工業和旅遊業，2012年人口5,034。第二次世界大戰期間，納粹德國在該鎮設立集中營。